# Telescopio (costellazione)
Il Telescopio (in latino Telescopium, abbreviato in Tel) è una costellazione meridionale minore, identificata e così chiamata da Nicolas Louis de Lacaille, astronomo francese del XVIII secolo, noto studioso del cielo meridionale.

## Caratteristiche

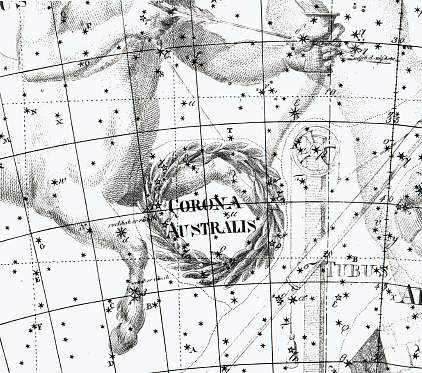
Carta di John Flamsteed rappresentante la Corona Australe e il Telescopio.

Il Telescopio è una piccola costellazione che si estende a sud del Sagittario e della Corona Australe, sul bordo orientale della Via Lattea in prossimità del suo bulge centrale. Le sue stelle sono poco luminose, al punto che la sua stella principale, la α Telescopii, è di magnitudine 3,5; oltre a questa sono presenti solo alcuni astri di quarta e qualche altro di quinta. Le sue stelle principali sono raccolte nella parte nordoccidentale, e la presenza di altre stelle più luminose, come la α Pavonis, contribuisce a rendere ancora più oscuro questo angolo di cielo.
Il periodo migliore per la sua osservazione nel cielo serale coincide coi mesi estivi dell'emisfero boreale; tuttavia, la declinazione fortemente australe del Telescopio fa sì che esso sia visibile per intero dall'emisfero nord solo a partire dalla fascia temperata più meridionale, a ridosso del tropico; dall'emisfero australe invece la costellazione si presenta circumpolare in gran parte della sua fascia temperata ed è pertanto osservabile per la gran parte dell'anno.

### Stelle principali
- α Telescopii è una stella azzurra di magnitudine 3,49, distante 249 anni luce.
- ζ Telescopii è una gigante arancione di magnitudine 4,10, distante 127 anni luce.
- ε Telescopii è una gigante gialla di magnitudine 4,52, distante 409 anni luce.

### Stelle doppie
La costellazione presenta alcune stelle doppie di facile risoluzione.
- La più notevole è la δ Telescopii: si tratta di una doppia apparente (cioè composta da due stelle lontane tra loro ma apparentemente vicine per effetti di prospettiva), risolvibile ad occhio nudo in condizioni perfette del cielo, e facile da osservare al binocolo. La componente δ-1, di magnitudine apparente 4,9, dista 800 anni luce dal sistema solare; la δ-2, di magnitudine apparente 5,1, si trova a 1100 anni luce di distanza.
- Un'altra coppia di facile risoluzione è quella composta dalle stelle HD 182509 e HD 182466, coppia nota a volte come h5114; la primaria è di quinta e la secondaria di ottava e sono separate da oltre 1'.

| Principali stelle doppie |                                          |                                          |             |             |                                 |        |
| Nome                     | Coordinate equatoriali all'epoca J2000.0 | Coordinate equatoriali all'epoca J2000.0 | Magnitudine | Magnitudine | Separazione (in secondi d'arco) | Colore |
| Nome                     | AR                                       | Dec                                      | A           | B           | Separazione (in secondi d'arco) | Colore |
| HD 182509/466            | 19h 27m 48s                              | -54° 19′ 31″                             | 5,70        | 8,32        | 72,9                            | ar + g |
| HD 187420/21             | 19h 52m 38s                              | -54° 58′ 16″                             | 5,74        | 6,50        | 22,9                            | ar + b |

### Stelle variabili
Le stelle variabili nella costellazione del Telescopio sono tutte piuttosto deboli.
Fra le Mireidi l'unica rilevante è la R Telescopii, che oscilla fra la settima e la quattordicesima magnitudine in oltre 460 giorni.
La BL Telescopii è invece un'interessante variabile a eclisse di lungo periodo ed ampia escursione: il periodo del ciclo orbitale è di oltre due anni, in cui la stella scende dalla magnitudine 7 alla magnitudine 9.
| Principali stelle variabili |                                          |                                          |             |             |                  |                       |
| Nome                        | Coordinate equatoriali all'epoca J2000.0 | Coordinate equatoriali all'epoca J2000.0 | Magnitudine | Magnitudine | Periodo (giorni) | Tipo                  |
| Nome                        | AR                                       | Dec                                      | Max.        | Min.        | Periodo (giorni) | Tipo                  |
| R Telescopii                | 20h 14m 45s                              | -46° 58′ 57″                             | 7,6         | 14,8        | 461,88           | Mireide               |
| RX Telescopii               | 19h 06m 58s                              | -45° 58′ 14″                             | 7,8         | 9,0         | 349,6            | Semiregolare pulsante |
| BL Telescopii               | 19h 06m 38s                              | -51° 25′ 03″                             | 7,09        | 9,41        | 778,6            | Eclisse               |

## Oggetti non stellari
La costellazione ospita pochi oggetti non stellari di rilievo, i quali sono comunque difficili da osservare.
Fra gli oggetti interni alla nostra Galassia vi è un ammasso globulare, catalogato come NGC 6584; si tratta di un oggetto relativamente poco concentrato per questa classe di ammassi ed è visibile con un piccolo telescopio in una notte buia.
Fra le galassie, sono presenti due ellittiche disposte vicine fra loro, NGC 6861 e NGC 6868, visibili con un potente telescopio amatoriale.
| Principali oggetti non stellari |                                          |                                          |                   |             |                                        |              |
| Nome                            | Coordinate equatoriali all'epoca J2000.0 | Coordinate equatoriali all'epoca J2000.0 | Tipo              | Magnitudine | Dimensioni apparenti (in primi d'arco) | Nome proprio |
| Nome                            | AR                                       | Dec                                      | Tipo              | Magnitudine | Dimensioni apparenti (in primi d'arco) | Nome proprio |
| ESO 184-82                      | 19h 35m 04.4s                            | -52° 50′ 38″                             | Galassia          | 15,17       | 1,0 x 0,8                              |              |
| NGC 6584                        | 18h 18m 38s                              | -52° 13′ :                               | Ammasso globulare | 9,2         | 7,9                                    |              |
| NGC 6861                        | 20h 07m 19s                              | -48° 22′ :                               | Galassia          | 11,1        | 2,7                                    |              |
| NGC 6868                        | 20h 09m 54s                              | -48° 23′ :                               | Galassia          | 10,6        | 2,7                                    |              |